# Чемпіонат Європи з легкої атлетики 2016
Чемпіонат Європи з легкої атлетики 2016 був проведений 6-10 серпня в Амстердамі на Олімпійському стадіоні.
У зв'язку з проведенням у серпні Олімпійських ігор, до програми змагань не входили дисципліни спортивної ходьби, а марафонський біг замінили напівмарафоном.
Українські легкоатлети здобули одну (золоту) медаль — її виборола Наталя Прищепа в бігу на 800 метрів.

## Призери

### Чоловіки
| Дисципліни                | Золото                                                                                 | Золото   | Срібло                                                                                  | Срібло   | Бронза | Бронза   |
| ------------------------- | -------------------------------------------------------------------------------------- | -------- | --------------------------------------------------------------------------------------- | -------- | --- | -------- |
| 100 метрів                | Чуранді Мартіна Нідерланди                                                             | 10,07    | Жак Алі Гарві Туреччина                                                                 | 10,07    | Джиммі Віко Франція                                                                                               | 10,08    |
| 200 метрів                | Бруно Ортелано Іспанія                                                                 | 20,45    | Раміль Гулієв Туреччина                                                                 | 20,51    | Денієл Телбот Велика Британія                                                                                     | 20,56    |
| 400 метрів                | Мартін Руні Велика Британія                                                            | 45,29    | Павел Маслак Чехія                                                                      | 45,36    | Лімарвін Боневасія Нідерланди                                                                                     | 45,41    |
| 800 метрів                | Адам Кщот Польща                                                                       | 1.45,18  | Марцин Левандовський Польща                                                             | 1.45,54  | Елліот Джайлс Велика Британія                                                                                     | 1.45,54  |
| 1500 метрів               | Філіп Інгебрігтсен Норвегія                                                            | 3.46,65  | Давід Бустос Іспанія                                                                    | 3.46,90  | Генрік Інгебрігтсен Норвегія                                                                                      | 3.47,18  |
| 5000 метрів               | Іліас Фіфа Іспанія                                                                     | 13.40,85 | Адель Мечаль Іспанія                                                                    | 13.40,85 | Ріхард Рінгер Німеччина                                                                                           | 13.40,85 |
| 10000 метрів              | Полат Кембой Арікан Туреччина                                                          | 28.18,52 | Алі Кая Туреччина                                                                       | 28.21,42 | Антоніо Абадія Іспанія                                                                                            | 28.26,07 |
| 110 метрів з бар'єрами    | Дімітрі Баску Франція                                                                  | 13,25    | Баї Балаш Угорщина                                                                      | 13,28    | Вієм Белосян Франція                                                                                              | 13,33    |
| 400 метрів з бар'єрами    | Ясмані Копелло Туреччина                                                               | 48,98    | Серхіо Фернандес Іспанія                                                                | 49,06    | Карім Гуссейн Швейцарія                                                                                           | 49,10    |
| 3000 метрів з перешкодами | Маєдін Мекіссі-Бенаббад Франція                                                        | 8.25,63  | Арас Кая Туреччина                                                                      | 8.29,91  | Йоанн Коваль Франція                                                                                              | 8.30,79  |
| 4×100 метрів              | Велика Британія Джеймс Дасаолу Адам Джемілі Джеймс Еллінгтон Чиджинду Уджа             | 38,17    | Франція Марвен Рене Стюарт Дютамбі Мікаель-Меба Зезе Джиммі Віко                        | 38,38    | Німеччина Юліан Ройс Свен Кніппгальс Рой Шмідт Лукас Якубчик Роберт Герінг (забіг)                                | 38,47    |
| 4×400 метрів              | Бельгія Жульєн Ватрен Йонатан Борле Ділан Борле Кевін Борле Робін Вандербемден (забіг) | 3.01,10  | Польща Рафал Омелько Кацпер Козловський Лукаш Кравчук Якуб Кшевіна Міхал Петшак (забіг) | 3.01,18  | Велика Британія Раба Юсіф Делано Вільямс Джек Грін Меттью Гадсон-Сміт Найджел Лівайн (забіг) Джаррід Данн (забіг) | 3.01,44  |
|                           |                                                                                        |          |                                                                                         |          | |          |
| Напівмарафон              | Тадессе Абрахам Швейцарія                                                              | 1:02.03  | Каан Озбілен Туреччина                                                                  | 1:02.27  | Данієле Меуччі Італія                                                                                             | 1:02.38  |
|                           |                                                                                        |          |                                                                                         |          | |          |
| Стрибки у висоту          | Джанмарко Тамбері Італія                                                               | 2,32     | Роберт Грабарз Велика Британія                                                          | 2,29     | Кріс Бейкер Велика Британія Айке Оннен Німеччина                                                                  | 2,29     |
| Стрибки з жердиною        | Роберт Собера Польща                                                                   | 5,60     | Ян Кудлічка Чехія                                                                       | 5,60     | Роберт Реннер Словенія                                                                                            | 5,50     |
| Стрибки у довжину         | Грег Резерфорд Велика Британія                                                         | 8,25     | Мішель Торнеус Швеція                                                                   | 8,21     | Ігнісіус Гайса Нідерланди                                                                                         | 7,93     |
| Потрійний стрибок         | Макс Гесс Німеччина                                                                    | 17,20    | Кароль Гоффманн Польща                                                                  | 17,16    | Джуліан Рід Велика Британія                                                                                       | 16,76    |
| Штовхання ядра            | Давід Шторль Німеччина                                                                 | 21,31    | Міхал Гаратик Польща                                                                    | 21,19    | Цанко Арнаудов Португалія                                                                                         | 20,59    |
| Метання диска             | Пйотр Малаховський Польща                                                              | 67,06    | Філіп Міланов Бельгія                                                                   | 65,71    | Герд Кантер Естонія                                                                                               | 65,27    |
| Метання молота            | Павел Файдек Польща                                                                    | 80,93    | Іван Тихон Білорусь                                                                     | 78,84    | Войцех Новицький Польща                                                                                           | 77,53    |
| Метання списа             | Зігісмундс Сірмайс Латвія                                                              | 86,66    | Вітеслав Веселий Чехія                                                                  | 83,59    | Антті Руусканен Фінляндія                                                                                         | 82,44    |
|                           |                                                                                        |          |                                                                                         |          | |          |
| Десятиборство             | Томас ван дер Платсен Бельгія                                                          | 8218     | Адам Гельцелет Чехія                                                                    | 8157     | Михайло Дудаш Сербія                                                                                              | 8153     |

### Жінки
| Дисципліни                | Золото | Золото   | Срібло | Срібло   | Бронза                                                                                                | Бронза   |
| ------------------------- | --- | -------- | --- | -------- | --- | -------- |
| 100 метрів                | Дафне Схіперс Нідерланди                                                                                            | 10,90    | Івет Лалова-Колліо Болгарія                                                                                   | 11,20    | Муджинга Камбунджі Швейцарія                                                                          | 11,25    |
| 200 метрів                | Діна Ашер-Сміт Велика Британія                                                                                      | 22,37    | Івет Лалова-Колліо Болгарія                                                                                   | 22,52    | Джина Люкенкемпер Німеччина                                                                           | 22,74    |
| 400 метрів                | Лібанія Грено Італія                                                                                                | 50,73    | Флорія Гей Франція                                                                                            | 51,21    | Аніка Онуора Велика Британія                                                                          | 51,47    |
| 800 метрів                | Наталія Прищепа Україна                                                                                             | 1.59,70  | Ренелль Ламот Франція                                                                                         | 2.00,19  | Ловіса Лінд Швеція                                                                                    | 2.00,37  |
| 1500 метрів               | Ангеліка Ціхоцька Польща                                                                                            | 4.33,00  | Сіфан Гассан Нідерланди                                                                                       | 4.33,76  | Кіара Магіен Ірландія                                                                                 | 4.33,78  |
| 5000 метрів               | Ясмін Джан Туреччина                                                                                                | 15.18,15 | Мераф Бахта Швеція                                                                                            | 15.20,54 | Стефані Твелл Велика Британія                                                                         | 15.20,70 |
| 10000 метрів              | Ясмін Джан Туреччина                                                                                                | 31.12,86 | Ана Дулсе Феліш Португалія                                                                                    | 31.19,03 | Каролін Б'єркелі Гревдаль Норвегія                                                                    | 31.23,45 |
| 100 метрів з бар'єрами    | Сінді Роледер Німеччина                                                                                             | 12,62    | Аліна Талай Білорусь                                                                                          | 12,68    | Тіффані Портер Велика Британія                                                                        | 12,76    |
| 400 метрів з бар'єрами    | Сара Петерсен Данія                                                                                                 | 55,12    | Йоанна Лінкевич Польща                                                                                        | 55,33    | Лея Шпрунгер Швейцарія                                                                                | 55,41    |
| 3000 метрів з перешкодами | Геза Краузе Німеччина                                                                                               | 9.18,85  | Луїза Гега Албанія                                                                                            | 9.28,52  | Озлем Кая Туреччина                                                                                   | 9.35,05  |
| 4×100 метрів              | Нідерланди Яміле Самуель Дафне Схіперс Тесса ван Схаген Наомі Седні Маріє ван Гюненстейн (забіг)                    | 42,04    | Велика Британія Аша Філіп Діна Ашер-Сміт Б'янка Вільямс Дерілл Нейта                                          | 42,45    | Німеччина Татьяна Пінту Ліза Маєр Джина Люкенкемпер Ребекка Гаасе                                     | 42,48    |
| 4×400 метрів              | Велика Британія Емілі Даймонд Аніка Онуора Ейлід Дойл Серен Банді-Дейвіс Маргарет Адеоє (забіг) Келлі Мессі (забіг) | 3.25,05  | Франція Фара Анашарсіс Бріжіт Нтіамоа Марі Гайо Флорія Гей Агнес Рааролаї (забіг) Елеа-Мар'яма Діарра (забіг) | 3.25,96  | Італія Марія Бенедікта Чигболу Марія Енріка Спакка К'яра Баццоні Лібанія Грено Елена Бонфанті (забіг) | 3.27,49  |
|                           | |          | |          | |          |
| Напівмарафон              | Сара Морейра Португалія                                                                                             | 1:10.19  | Вероніка Інглезе Італія                                                                                       | 1:10.35  | Джессіка Аугусту Португалія                                                                           | 1:10.55  |
|                           | |          | |          | |          |
| Стрибки у висоту          | Рут Бейтья Іспанія                                                                                                  | 1,98     | Мирела Демирева БолгаріяАйріне Пальшите Литва                                                                 | 1,96     | не вручалась                                                                                          |          |
| Стрибки з жердиною        | Екатеріні Стефаніді Греція                                                                                          | 4,81     | Ліза Рижих Німеччина                                                                                          | 4,70     | Анжеліка Бенгтссон Швеція                                                                             | 4,65     |
| Стрибки у довжину         | Івана Шпанович Сербія                                                                                               | 6,94     | Джазмін Соєрс Велика Британія                                                                                 | 6,86     | Малайка Мігамбо Німеччина                                                                             | 6,65     |
| Потрійний стрибок         | Патрісія Мамона Португалія                                                                                          | 14,58    | Анна Міненко Ізраїль                                                                                          | 14,51    | Параскеві Папахристу Греція                                                                           | 14,47    |
| Штовхання ядра            | Крістіна Шваніц Німеччина                                                                                           | 20,17    | Аніта Мартон Угорщина                                                                                         | 18,72    | Емель Дерелі Туреччина                                                                                | 18,22    |
| Метання диска             | Сандра Перкович Хорватія                                                                                            | 69,97    | Юлія Фішер Німеччина                                                                                          | 65,77    | Шаніс Крафт Німеччина                                                                                 | 63,89    |
| Метання молота            | Аніта Влодарчик Польща                                                                                              | 78,14    | Бетті Гайдлер Німеччина                                                                                       | 75,77    | Ганна Скидан Азербайджан                                                                              | 73,83    |
| Метання списа             | Тетяна Холодович Білорусь                                                                                           | 66,34    | Лінда Шталь Німеччина                                                                                         | 65,25    | Сара Колак Хорватія                                                                                   | 63,50    |
|                           | |          | |          | |          |
| Семиборство               | Анук Веттер Нідерланди                                                                                              | 6626     | Антуанетт Нана Джиму Франція                                                                                  | 6458     | Івона Дадич Австрія                                                                                   | 6408     |

## Медальний залік
| Місце               | Країна              | Золото | Срібло | Бронза | Загалом |
| ------------------- | ------------------- | ------ | ------ | ------ | ------- |
| 1                   | Польща              | 6      | 5      | 1      | 12      |
| 2                   | Німеччина           | 5      | 4      | 7      | 16      |
| 3                   | Велика Британія     | 5      | 3      | 8      | 16      |
| 4                   | Туреччина           | 4      | 5      | 3      | 12      |
| 5                   | Нідерланди          | 4      | 1      | 2      | 7       |
| 6                   | Іспанія             | 3      | 4      | 1      | 8       |
| 7                   | Португалія          | 3      | 1      | 2      | 6       |
| 8                   | Франція             | 2      | 5      | 3      | 10      |
| 9                   | Італія              | 2      | 2      | 3      | 7       |
| 10                  | Бельгія             | 2      | 1      | 0      | 3       |
| 11                  | Швейцарія           | 2      | 0      | 3      | 5       |
| 12                  | Білорусь            | 1      | 2      | 0      | 3       |
| 13                  | Норвегія            | 1      | 0      | 2      | 3       |
| 14                  | Греція              | 1      | 0      | 1      | 2       |
| 14                  | Сербія              | 1      | 0      | 1      | 2       |
| 14                  | Хорватія            | 1      | 0      | 1      | 2       |
| 17                  | Данія               | 1      | 0      | 0      | 1       |
| 17                  | Латвія              | 1      | 0      | 0      | 1       |
| 17                  | Україна             | 1      | 0      | 0      | 1       |
| 20                  | Чехія               | 0      | 4      | 0      | 4       |
| 21                  | Болгарія            | 0      | 3      | 0      | 3       |
| 22                  | Швеція              | 0      | 2      | 2      | 4       |
| 23                  | Угорщина            | 0      | 2      | 0      | 2       |
| 24                  | Ізраїль             | 0      | 1      | 0      | 1       |
| 24                  | Албанія             | 0      | 1      | 0      | 1       |
| 24                  | Литва               | 0      | 1      | 0      | 1       |
| 27                  | Ірландія            | 0      | 0      | 1      | 1       |
| 27                  | Австрія             | 0      | 0      | 1      | 1       |
| 27                  | Азербайджан         | 0      | 0      | 1      | 1       |
| 27                  | Естонія             | 0      | 0      | 1      | 1       |
| 27                  | Словенія            | 0      | 0      | 1      | 1       |
| 27                  | Фінляндія           | 0      | 0      | 1      | 1       |
| Загалом (32 збірні) | Загалом (32 збірні) | 46     | 47     | 46     | 139     |